# Sidi Khettab
Sidi Khettab là một đô thị thuộc tỉnh Relizane, Algérie. Dân số thời điểm năm 2002 là 12.594 người.